# Stentjärnen (Stensele socken, Lappland, 720830-156695)
Stentjärnen är en sjö i Storumans kommun i Lappland och ingår i Umeälvens huvudavrinningsområde.